# Heilig Kreuz (Landau)

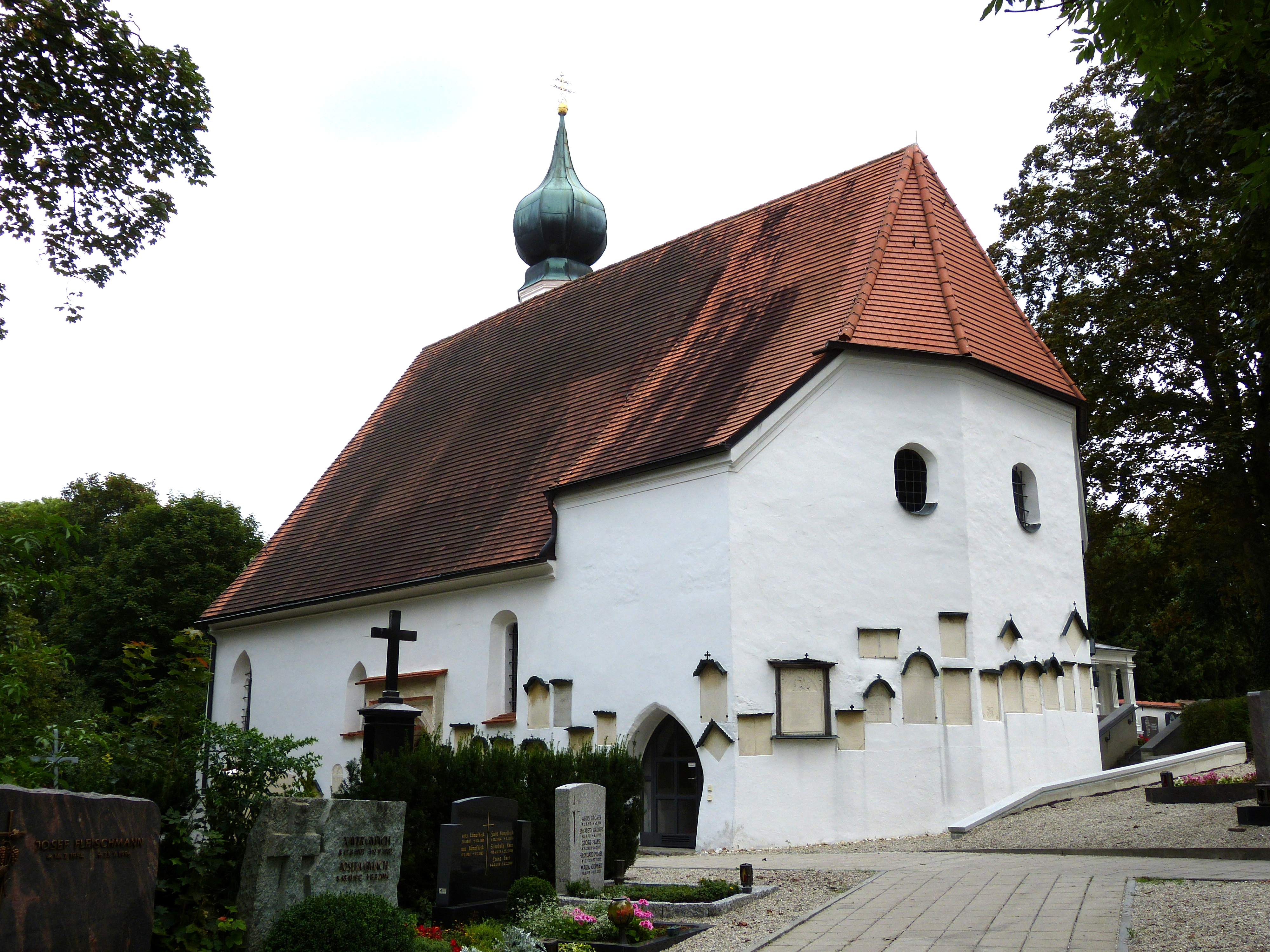
Außenansicht der Kirche Heilig Kreuz

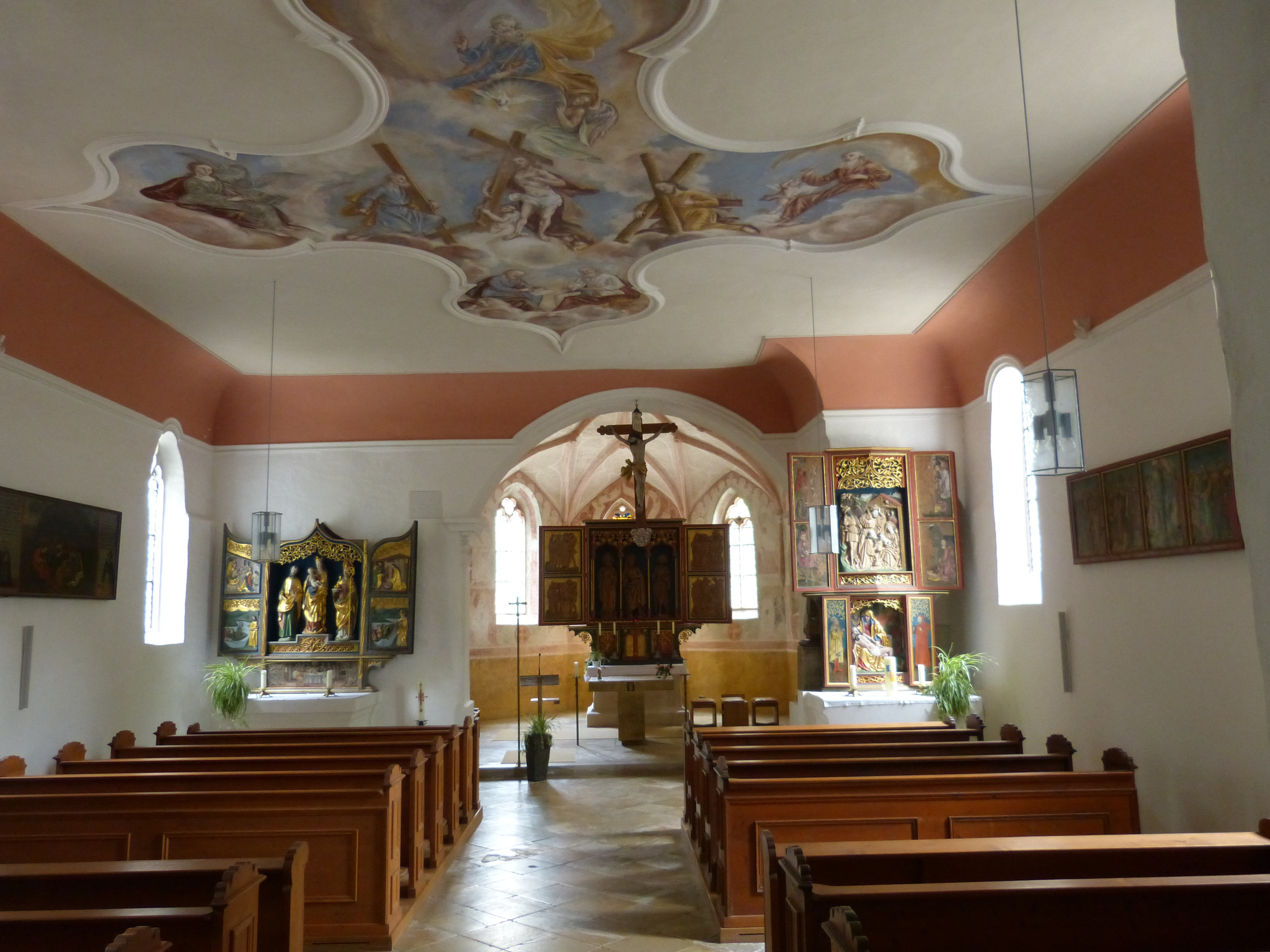
Innenraum

Die römisch-katholische Friedhofskirche Heilig Kreuz in der niederbayerischen Stadt Landau an der Isar ist eine spätgotische Friedhofskirche mit dem Patrozinium der Kreuzerhöhung (Festtag: 14. September).

## Geschichte
Die Kirche Heilig Kreuz dürfte auf einen romanischen Bau zurückgehen. Die heutige Kirche, ein spätgotischer Bau, datiert jedoch aus der zweiten Hälfte des 15. Jahrhunderts. Das Gotteshaus war wohl einst die Seelsorgskirche für die Adelsfamilie Hintersassen, deren Burg im Landauer Stadtteil Ahausen bis in das 16. Jahrhundert hinein bestand. In der Barockzeit wurde der Kirchenbau zum Teil verändert, zum Beispiel durch das Aufsetzen einer Zwiebelkuppel auf den Kirchturm im Jahr 1711 und durch die Umwandlung der Spitzbögen von Fensteröffnungen und Chorbogen zu Rundbögen. Die Funktion der Heilig-Kreuz-Kirche als Friedhofskirche geht auf das Jahr 1804 zurück, als der Friedhof rund um die Stadtpfarrkirche Mariä Himmelfahrt geschlossen wurde. Nahe der Kirche bestand bereits vorher ein Friedhof, allerdings nur für Personen niedrigen Standes. Dieser wurde nun zum einzigen Friedhof der Stadt Landau erklärt. Bei der Renovierung in den Jahren 1960 bis 1964 wurde spätgotische Wandmalereien, datiert auf das Jahr 1529, freigelegt. Die letzte umfassende Renovierung wurde in den Jahren 1998 bis 2006 durchgeführt.

## Beschreibung

### Architektur
Der kleine, geostete Saalbau ist äußerlich schlicht gehalten. Er umfasst zwei Langhausjoche und einen Chor mit zwei Jochen, der in drei Seiten des Achtecks geschlossen ist. Das hohe Satteldach, unter dem Langhaus und Chor vereinigt sind, wird von dem schlanken Zwiebelturm nur wenig überragt. Dieser befindet sich im südlichen Winkel zwischen Langhaus und Chor und springt weit das Kircheninnere ein. Über den unteren, quadratischen Geschossen erhebt sich ein achteckiger Oberbau, der von einer barocken Kuppel bekrönt wird. Südlich an den Chor ist außerdem die Sakristei angebaut. Über einen kleinen, dreiseitig geschlossenen Vorbau auf der Westseite, der auch die Empore enthält, betritt man das Kircheninnere. Während das Langhaus flach gedeckt ist, wird der Chorraum von einem Netzrippengewölbe überspannt. Ungewöhnlich ist, dass der Chor gegenüber der Mittelachse des Langhauses deutlich nach Süden versetzt ist.

### Ausstattung
Die Kirche enthält drei bemerkenswerte spätgotische Flügelaltäre aus der Erbauungszeit der Kirche. Der Hochaltar, der um 1480 entstanden sein dürfte, zeigt im Schrein eine Figur des Erbärmdechristus mit seinen Wundmalen, flankiert von dem römischen Kaisers Konstantin und seiner Mutter Helena. Letztere zeichnen verantwortlichen für die Auffindung des Heiligen Kreuzes im Jahr 325 n. Chr. und beziehen sich somit auf das Patrozinium der Kirche. Jede drei Hochaltarfiguren ist in eine Nische eingelassen, die von einem Kielbogenfries mit Maßwerk bekrönt wird. Auf den beiden Flügeln befinden sich je zwei Reliefs mit Szenen aus der Kreuzauffindungslegende: die Gefangennahme und die Folter des Leviten Judas, die Ausgrabung der drei Kreuze sowie der Erweis des wahren Kreuzes. Die bemalten Rückseiten der Altarflügel enthalten weitere Gemälde mit Bezug zu dieser Legende.
Der südliche (rechte) Seitenaltar stammt aus der Zeit um 1490 bis 1500. Er zeigt im Hauptschrein ein Relief der Anbetung durch die Heiligen Drei Könige. Die bemalten Flügelinnenseiten zeigen die Verkündigung und die Geburt Christi, den Kindermord in Bethlehem und die Flucht nach Ägypten. In der hohen Predellazone befindet sich ein weiterer kleiner Flügelschrein, der das Relief einer Pietà enthält. Die Flügelchen sind mit Figuren der heiligen Nikodemus und Josef von Arimathäa bemalt. Der nördliche (linke) Seitenaltar wurde von der Landauer Zunft der Fischer und Schiffer gestiftet und um 1510 bis 1520 errichtet. Im mittleren Schrein ist eine Figur der Mutter Gottes mit Jesuskind zu sehen, flankiert von den Heiligen Petrus (links) und Nikolaus (rechts). Auf den Flügelreliefs sind oben die Verkündigung und die Geburt Christi, unten der reiche Fischfang mit dem Apostel Petrus und die Bändigung des Seesturms und Errettung zweier Pilger durch den heiligen Nikolaus.

Bildwerke an den spätgotischen Seitenaltären
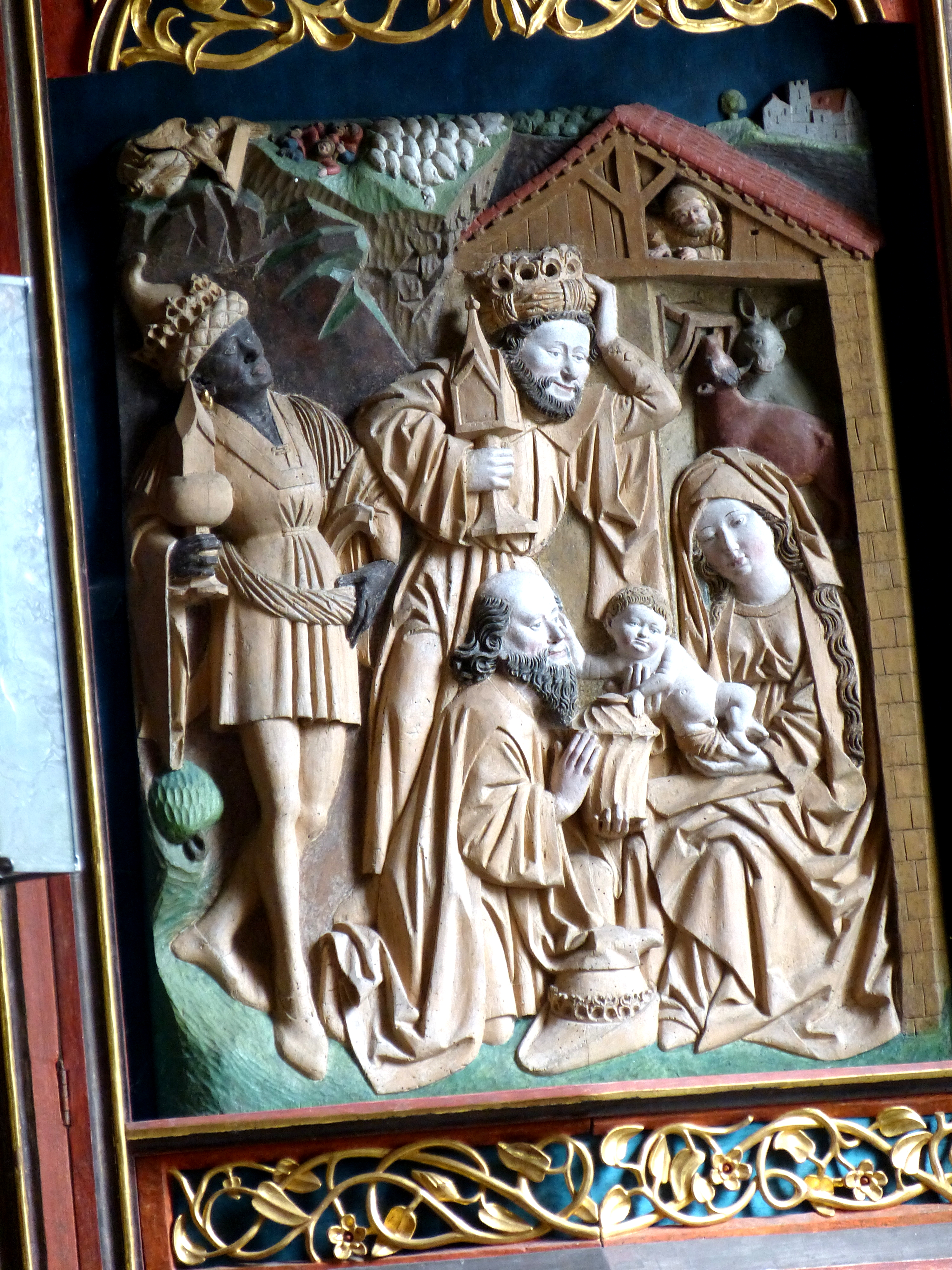
Relief der Anbetung der Heiligen Drei Könige am rechten Seitenaltar
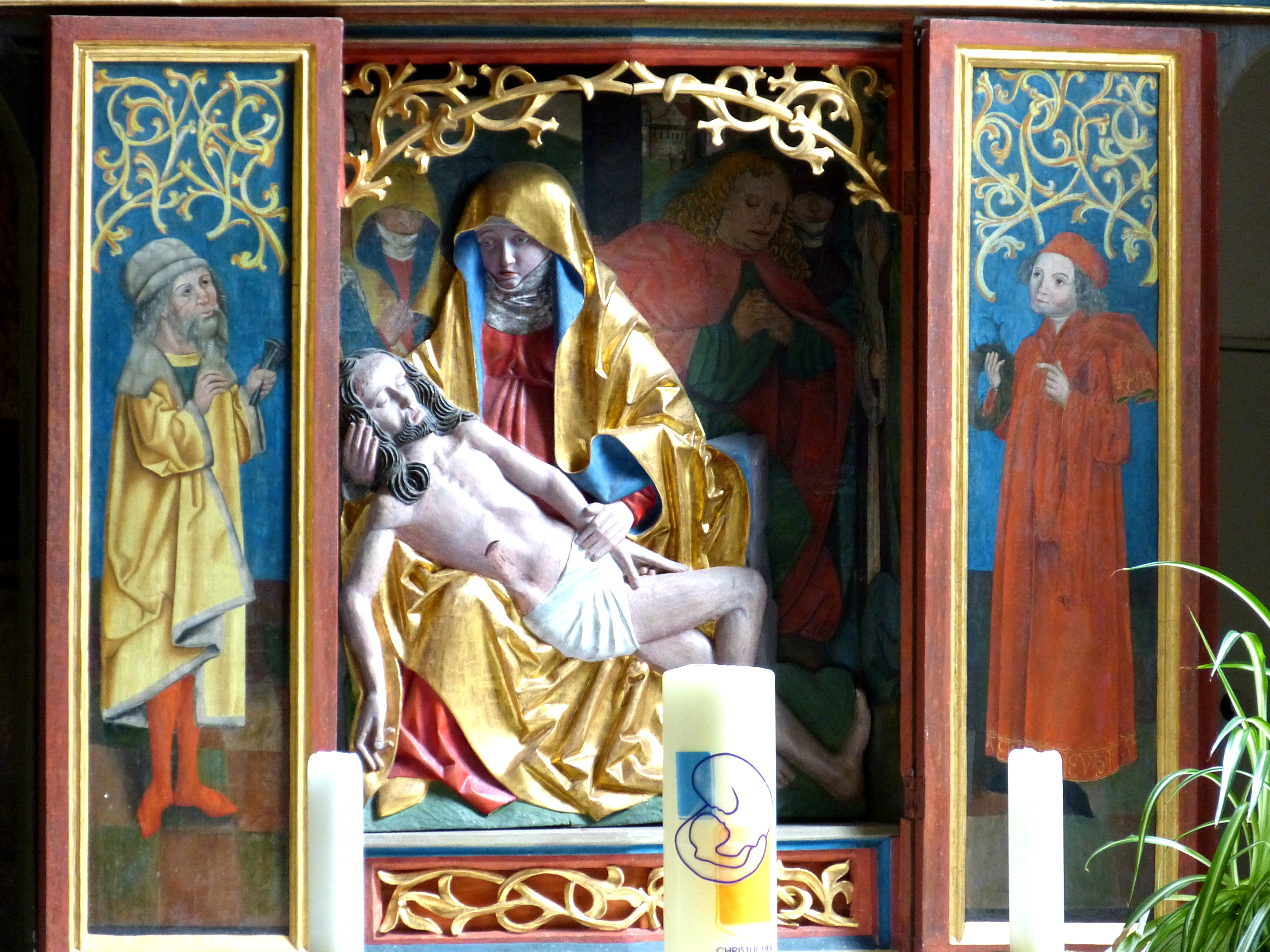
Pietà in der Predella des rechten Seitenaltares
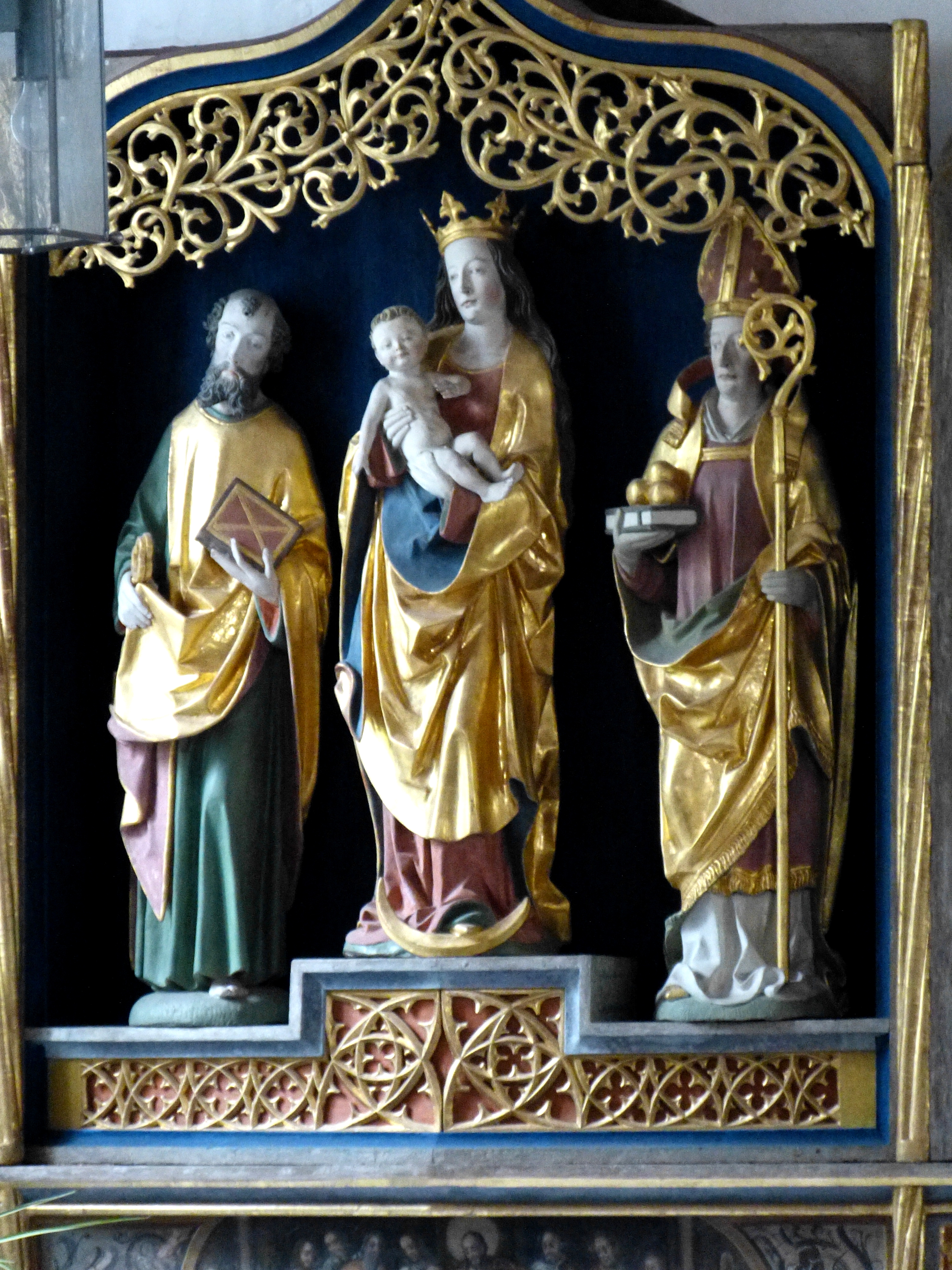
Figuren am linken Seitenaltar

Außerdem ist ein vierteiliges Tafelgemälde im Langhaus von Bedeutung. Es stammt aus der Zeit um 1530 und zeigt die Vierzehn Nothelfer. Ein weiteres, auf 1698 datiertes Gemälde zeigt die Siebenschläferlegende. Besonders wertvoll ist auch das mit großer Kunstfertigkeit hergestellte, spätgotische Chorbogenkruzifix, das im frühen 16. Jahrhundert entstanden sein dürfte. An der im Barock eingezogenen Flachdecke des Langhauses befindet sich ein Gemälde, das in einen Stuckrahmen in Form eines geschweiften Kreuzes eingelassen ist. Im Zentrum ist die heilige Dreifaltigkeit – der gekreuzigte Christus, darüber Gott Vater und die Heilig-Geist-Taube – dargestellt. Neben Jesus Christus sind die Apostel Petrus (links) und Andreas (rechts) zu sehen, die mit „ihrem“ Kreuz als Attribut besitzen. In den Kreuzesarmen sind Darstellungen der vier Evangelisten zu finden.